# 1969-es magyar birkózóbajnokság
Az 1969-es magyar birkózóbajnokság a hatvankettedik magyar bajnokság volt. Ettől az évtől a súlycsoportokat a kg alapján nevezik el, az új súlycsoportok (2-vel több, mint eddig): 48 kg, 52 kg, 57 kg, 62 kg, 68 kg, 74 kg, 82 kg, 90 kg, 100 kg és +100 kg. A kötöttfogású bajnokságot május 17. és 18. között, a szabadfogású bajnokságot pedig június 14. és 15. között rendezték meg, mindkettőt Budapesten, a Nemzeti Sportcsarnokban.

## Eredmények

### Férfi kötöttfogás
| Versenyszám | Arany                       | Arany | Ezüst                               | Ezüst | Bronz                           | Bronz |
| ----------- | --------------------------- | ----- | ----------------------------------- | ----- | ------------------------------- | ----- |
| 48 kg       | Gál Henrik Bp. Spartacus    |       | Seres Ferenc Honvéd Szondi SE       |       | Seres Imre Honvéd Szondi SE     |       |
| 52 kg       | Alker Imre Ferencvárosi TC  |       | Erdős Márton Bp. Honvéd             |       | Doncsecz József Bp. Honvéd      |       |
| 57 kg       | Varga János Bp. Honvéd      |       | Bolla József Újpesti Dózsa          |       | Szőnyi János Ferencvárosi TC    |       |
| 62 kg       | Csepela János Törekvés SE   |       | Réczi László Kiskunfélegyházi Vasas |       | Szabó László Vasas SC           |       |
| 68 kg       | Németh István Bp. Spartacus |       | Kátai József Ferencvárosi TC        |       | Rideg György Honvéd Szondi SE   |       |
| 74 kg       | Steer Antal BVSC            |       | Hegedűs Miklós Vasas SC             |       | Toma Mihály Honvéd Szondi SE    |       |
| 82 kg       | Bajkó Károly Vasas SC       |       | Rizmajer Antal Ferencvárosi TC      |       | Szabó Tamás Dunaújvárosi Kohász |       |
| 90 kg       | Pércsi József Bp. Honvéd    |       | Maróti István Bp. Honvéd            |       | Vatai László Ferencvárosi TC    |       |
| 100 kg      | Kiss Ferenc Ganz-MÁVAG VSE  |       | Pruzsinszky Vilmos Bp. Spartacus    |       | dr. Mensch Henrik Újpesti Dózsa |       |
| +100 kg     | Csatári József Bp. Honvéd   |       | Piti Péter Vasas SC                 |       | Vigh Imre Honvéd Szondi SE      |       |

### Férfi szabadfogás
| Versenyszám | Arany                             | Arany | Ezüst                             | Ezüst | Bronz                              | Bronz |
| ----------- | --------------------------------- | ----- | --------------------------------- | ----- | ---------------------------------- | ----- |
| 48 kg       | Varga György Debreceni Bocskai    |       | Seres Ferenc Honvéd Szondi SE     |       | Laták Attila BVSC                  |       |
| 52 kg       | Ölveti László Debreceni VSC       |       | Erdős Márton Bp. Honvéd           |       | Fodor Szilveszter Szegedi VSE      |       |
| 57 kg       | Gonda Viktor Diósgyőri VTK        |       | Klinga László Bp. Honvéd          |       | Nagyváradi Ferenc Honvéd Szondi SE |       |
| 62 kg       | Szabó László Vasas SC             |       | Kollarik Ferenc Bp. Honvéd        |       | Bíró Imre Rába ETO                 |       |
| 68 kg       | Búzás Károly Bp. Honvéd           |       | Komóczi Gábor Dunaújvárosi Kohász |       | Trázsi István Újpesti Dózsa        |       |
| 74 kg       | Urbanovics Miklós Ferencvárosi TC |       | Varga István BVSC                 |       | Seres János Kiskunfélegyházi Vasas |       |
| 82 kg       | Bajkó Károly Vasas SC             |       | Paulicska Béla Bp. Spartacus      |       | Szabó Tamás Dunaújvárosi Kohász    |       |
| 90 kg       | Maróti István Bp. Honvéd          |       | Pércsi József Bp. Honvéd          |       | Németh József Honvéd Szondi SE     |       |
| 100 kg      | Csatári József Bp. Honvéd         |       | Botond Imre Orosházi Spartacus    |       | Virbán Tibor Győri Spartacus       |       |
| +100 kg     | Szabó Lajos Debreceni VSC         |       | Vigh Imre Honvéd Szondi SE        |       | Kudelász István Csepel SC          |       |

Megjegyzés: A Népsport szerint 82 kg-ban Szabó Tamás a második és Paulicska Béla a harmadik.